# Kim Hee-jung

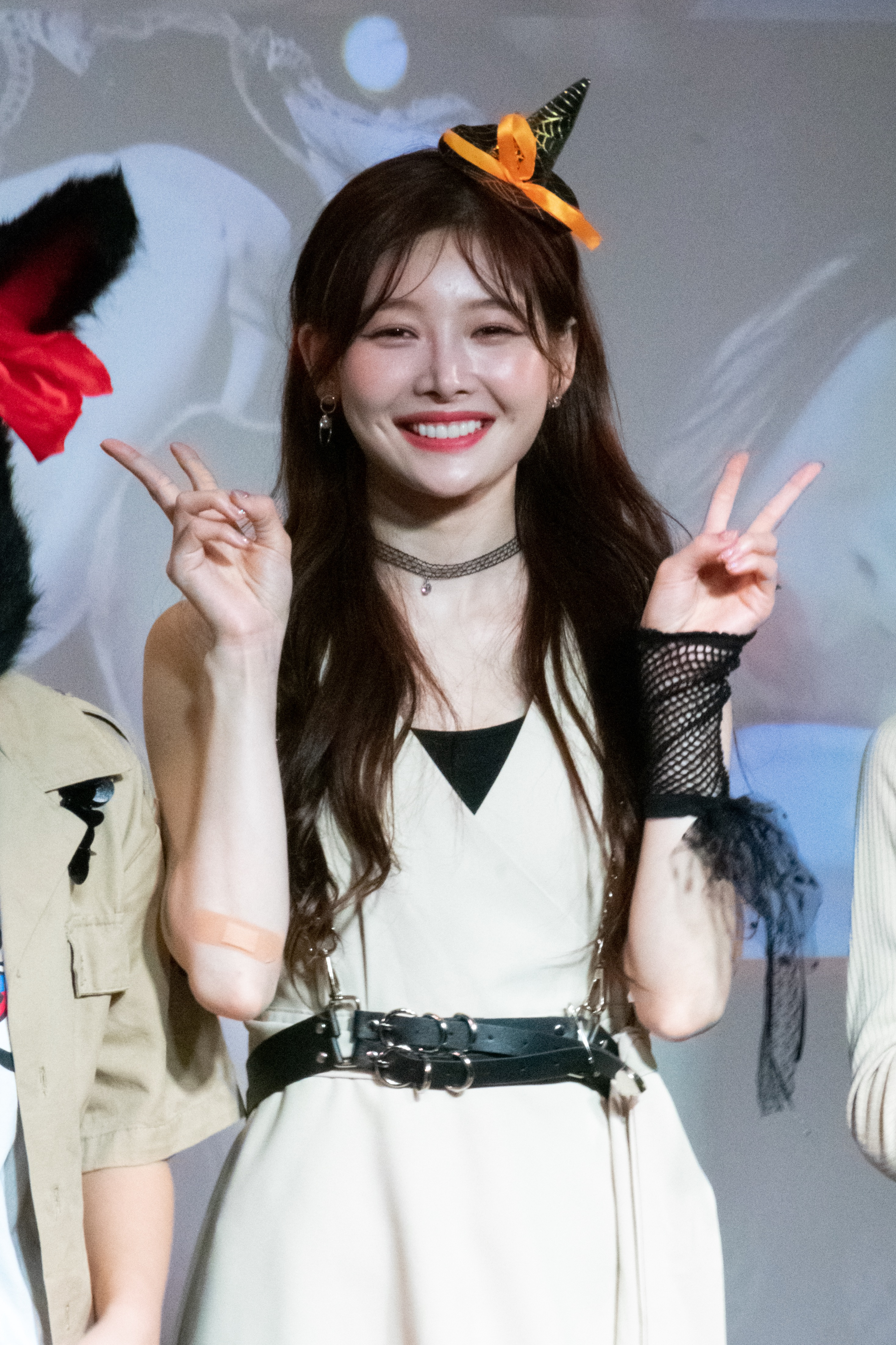
Aini em maio de 2019 se apresentando no Ginza K-Place

Kim Hee-jung (hangul: 김희정; romanizado: gim hui-jeong; nascida em 13 de junho de 1991 ). Mais frequentemente conhecida por seu período em carreira musical por seu nome artístico Aini (hangul: 아이니) é uma cantora e modelo sul-coreana sob a Mydoll Entertainment. Teve atividades como líder do grupo feminino de k-pop Pink Fantasy de 2018 a 2020, tendo rescindido suas atividades devido a complicações com fascite plantar. Foi ex-membro de grupos menores, como Uni.Z e Kirots  (sob o nome artístico Heejung (hangul: 희정; rr: hui-jeong).

## Carreira

### 2006-2007: Kirots
Em 28 de novembro de 2006, Aini estreou no grupo feminino Kirots (hangul: 키로츠; rr: ki-ro-cheu) (sob o nome artístico Heejung (hangul: 희정; rr: hui-jeong)), com o primeiro single digital do grupo "Fascinating Frog Cake", ela era membro do grupo até sua separação no final de 2007.

### 2015-2016: Uni.Z
Em 2 de agosto de 2015, ela foi apresentada como uma membro do grupo feminino Uni.Z. Ela fez sua estréia oficial no grupo em 20 de novembro, com seu primeiro single "Replay", e o grupo se dissolveu em 2016. 

### 2018-2020: Pink Fantasy
Aini foi apresentada como uma membro do Pink Fantasy em 10 de julho de 2018.  Ela fez sua estreia oficial com o grupo em 24 de outubro do mesmo ano, com seu primeiro single digital "Iriwa". Também participou de outros singles do mesmo como "Fantasy" e "Playing House". A sua agência, Mydoll Entertainment, em 12 de Abril de 2020, confirmou sua saída do grupo por conta dos sintomas de Fascite Plantar. A mesma continuaria na agência como uma 'Mydoll Girl', como modelo. A agência comunicou:  "Olá, este é a Mydoll Entertainment. Em primeiro lugar, gostaria de pedir desculpas a todos os fãs que sempre apoiam Pink Fantasy. A líder de Pink Fantasy, Aini, encerrou oficialmente suas atividades como membro de Pink Fantasy. Até agora, era difícil para Aini participar de horários e práticas devido aos sintomas de fascite plantar e diminuição da força física. A empresa tenta proteger a condição de Aini minimizando suas atividades e práticas, mas ela precisava de uma longa pausa e achava difícil minimizar os horários. Assim, após uma longa conversa com Aini, decidimos respeitar sua opinião e encerrar sua atividade como integrante de Pink Fantasy. Infelizmente, não podemos mostrar mais Aini como um membro do Pink Fantasy, mas planejamos continuar mostrando suas atividades pessoais como uma Mydoll Girl, lentamente para não cansar Aini, com a modelagem sendo o foco central. Estamos planejando participar da programação do Mydoll Girls o mais rápido possível (performances, fanmeetings) então, por favor, mostrem seu amor e apoio." Na mesma, a agência informou que a membro Arang iria repor o lugar como líder.